# 戀之罪

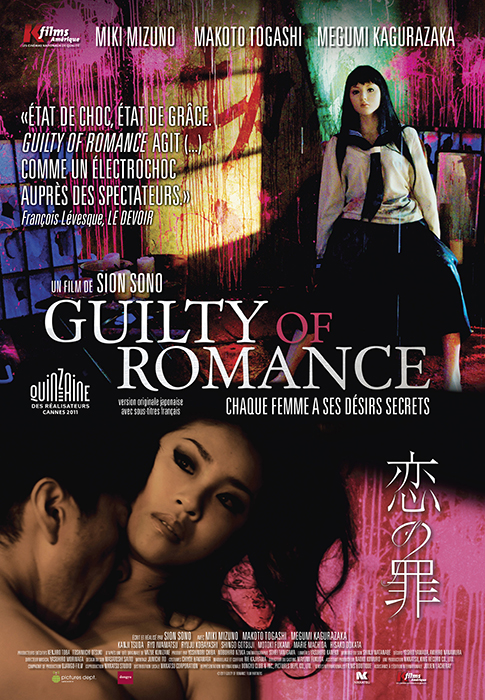
電影(戀之罪)海報

戀之罪（恋の罪）是2011年由日本導演園子溫執導的電影。主演水野美紀。改編自1997年的東電OL殺人事件，是園子溫繼《冰冷熱帶魚》後，再度以真實社會案件改編的电影。

## 劇情
一個可怕的謀殺案發生在東京都澀谷圓山町，一名女子被發現死在愛情酒店區一個廢棄的公寓。
菊池泉嫁了一位人氣言情小說作家，然而有潔癖、偏執狂的丈夫卻對她相當冷淡，甚至不與她行房，形同被囚禁在家的她內心有股衝動想解放自己。某次因緣際會下，泉找到了一份情色裸體模特兒的工作，甚至被半哄半騙當起了AV女優。
經過一個神秘女教授的開導後，「出賣身體賺錢是一種高尚行為」的觀念在泉美的心中發酵，她開始積極推銷自己的肉體，藉由和不同男人做愛的過程，找到情慾宣洩的出口以及某種自我認同，然而在享受身心高潮的同時，卻也一步步走向墮落罪惡的深淵，捲入一樁殘忍離奇的謀殺案…。

## 获奖
- 第44回锡切斯・加泰罗尼亚国際映画祭ORBITA部門 最優秀作品賞
- 第33回横滨映画祭 監督賞（園子温）、助演女優賞（神楽坂恵）
- 第85回电影旬報BEST 10日本映画監督賞（園子温）

## 演員
- 水野美紀 -吉田和子
- 富樫真 -尾澤美津子
- 神樂坂惠 -菊池泉
- 大方斐紗子（日语：大方斐紗子） -尾澤志津
- 津田寬治（日语：津田寛治） -菊池由紀夫
- 岩松了 -超市店長

## 外部連結
- 互联网电影数据库（IMDb）上《戀之罪》的资料（英文）
- 豆瓣电影上《戀之罪》的資料 （简体中文）